# ام‌اس فرم
ام‌اس فرم (به انگلیسی: MS Fram) یک کشتی است که طول آن ۱۱۴ متر (۳۷۴ فوت ۰ اینچ) می‌باشد. این کشتی در سال ۲۰۰۶ ساخته شد.